# Gormi
Gormi är en ort i Indien.   Den ligger i distriktet Bhind och delstaten Madhya Pradesh, i den centrala delen av landet, 260 km sydost om huvudstaden New Delhi. Gormi ligger 157 meter över havet och antalet invånare är 17 255.
Terrängen runt Gormi är mycket platt. Runt Gormi är det tätbefolkat, med 297 invånare per kvadratkilometer. Närmaste större samhälle är Gohad, 19,8 km söder om Gormi. Trakten runt Gormi består till största delen av jordbruksmark.